# John Frederick Peto
Pour les articles homonymes, voir Peto.
John Frederick Peto, né le 21 mai 1854 à Philadelphie en Pennsylvanie et mort le 23 novembre 1907 à Island Heights dans le New Jersey, est un peintre américain spécialisé dans le trompe-l'œil. Son œuvre a longtemps été oubliée et ses peintures furent redécouvertes parmi des œuvres de William Harnett.

## Biographie
John Frederick Peto naît le 21 mai 1854 à Philadelphie en Pennsylvanie.

## Œuvres

### Galerie

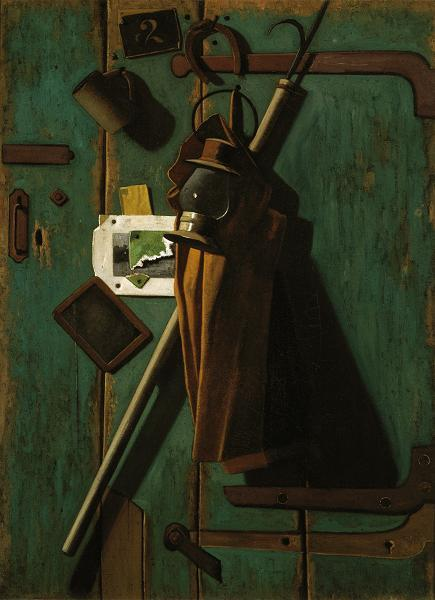
Fish House Door (1905)
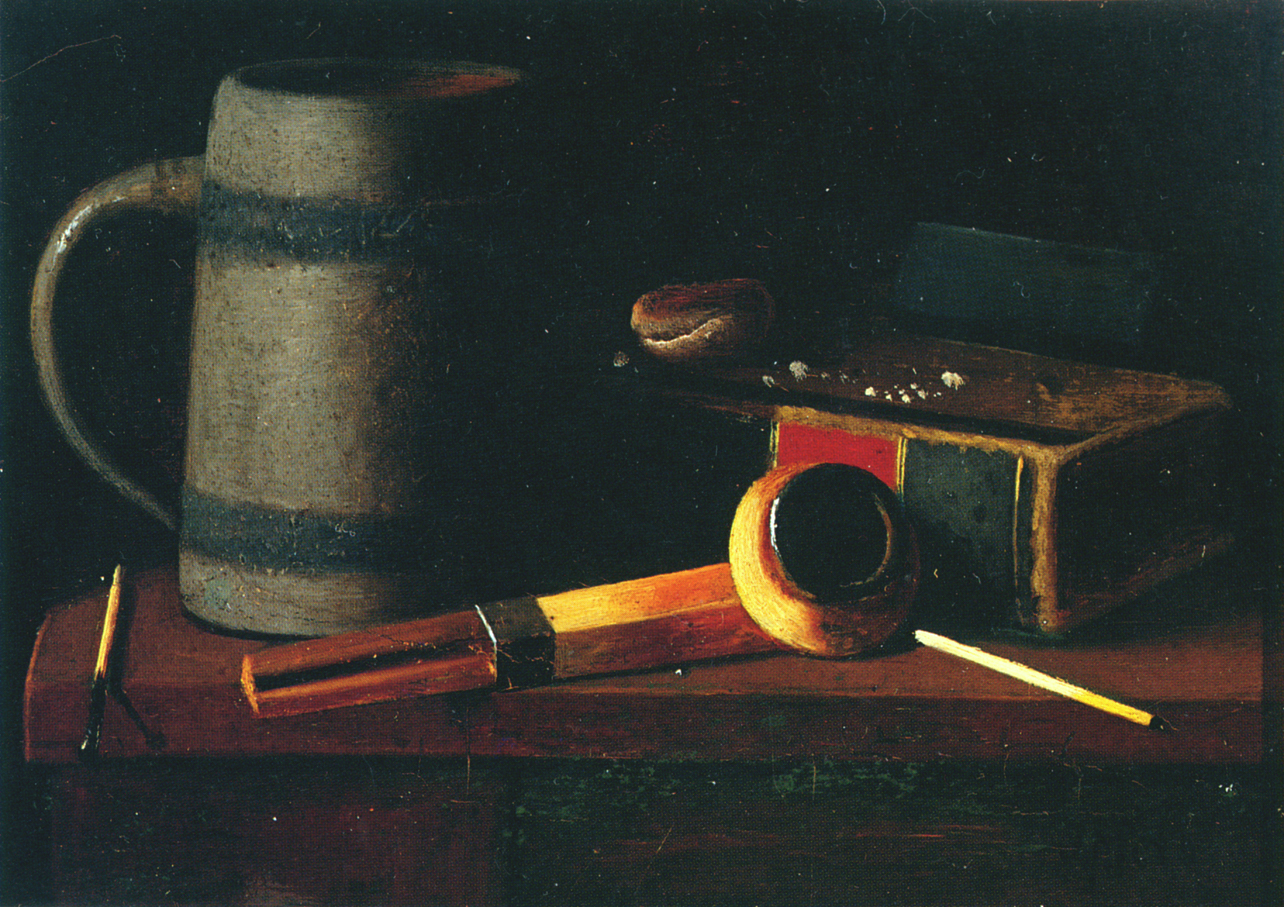
Still life with Mug, pipe and book (1899)
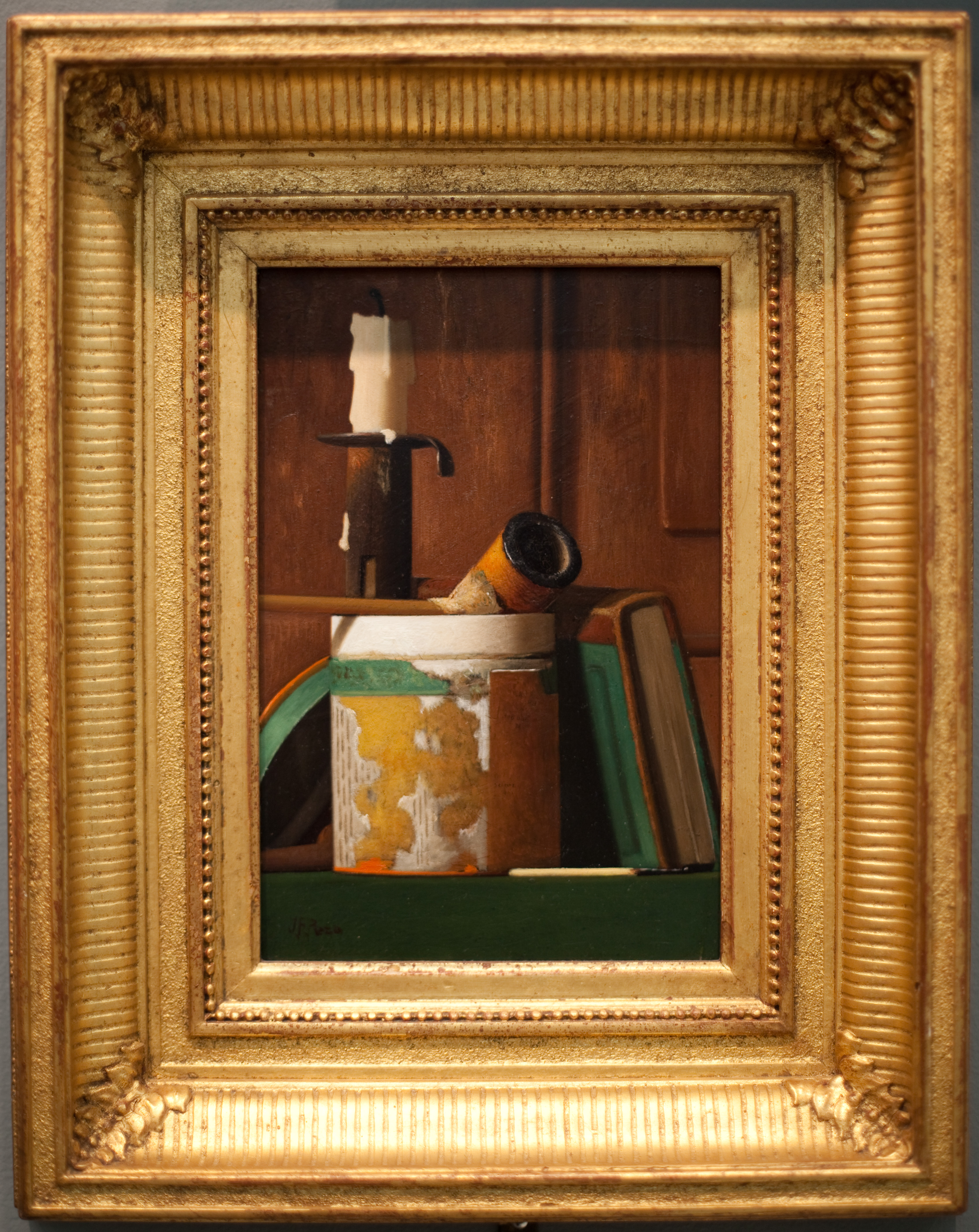
Candlestick, Pipe, and Tobacco Box (v. 1890)
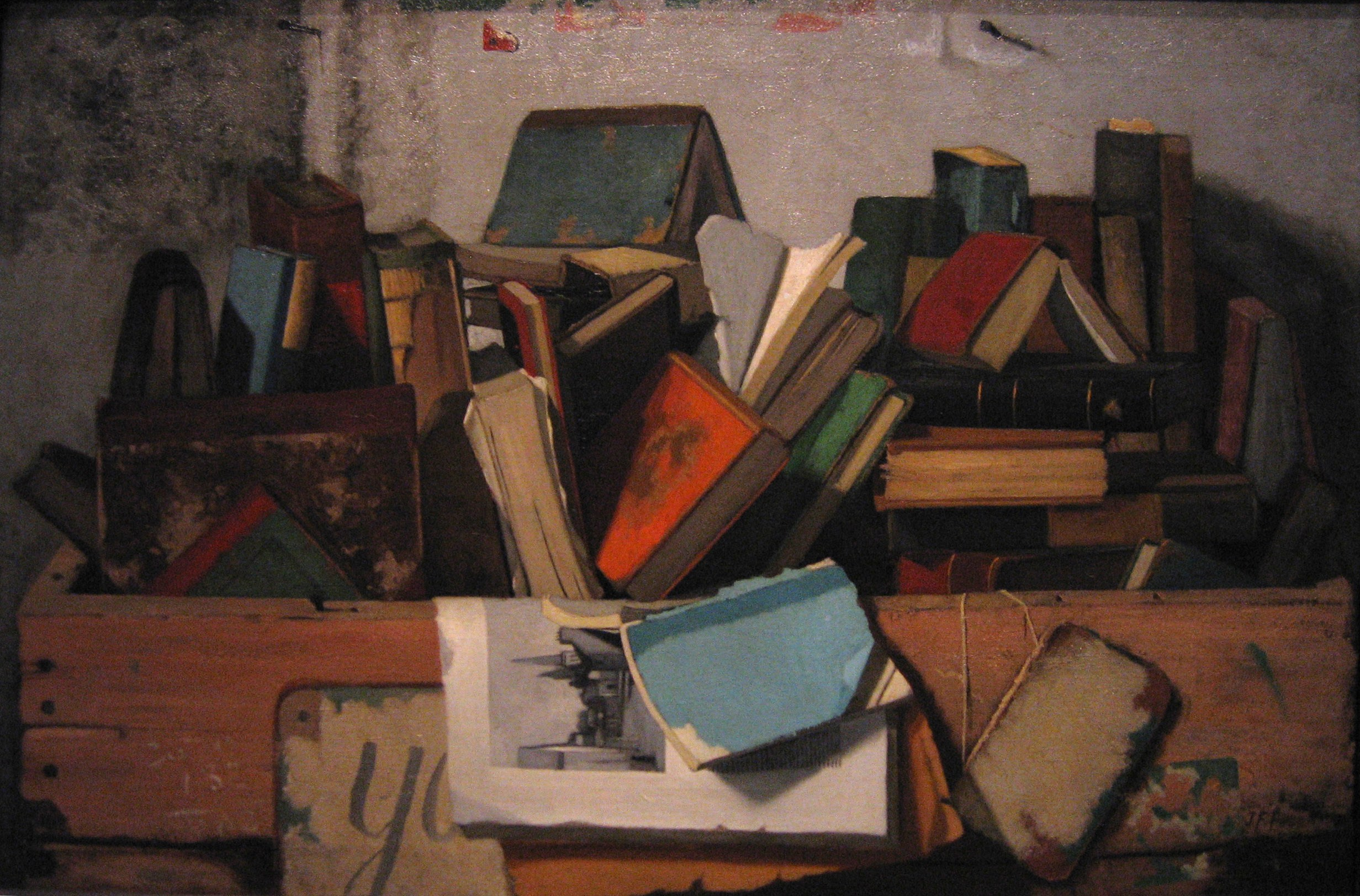
Take Your Choice (1885)